# Ataenius nugator
Ataenius nugator är en skalbaggsart som beskrevs av Edgar von Harold 1880. Ataenius nugator ingår i släktet Ataenius och familjen Aphodiidae. Inga underarter finns listade.